# واکنش پودویک
در شیمی آلی ترکیبات فسفر، واکنش پودویک روشی برای تهیه α-آمینومتیل‌فسفونات‌ها است. تحت شرایط بازی، پیوند فسفر–هیدروژن یک دی‌آلکیل‌فسفیت، (RO)2P(O)H، به پیوند دوگانه کربن– نیتروژنِ یک ایمین اضافه می‌شود (یک واکنش هیدروفسفونیل‌دار کردن). این واکنش ارتباط نزدیکی با واکنش سه جزئی کاباچنیک–فیلدز دارد که در آن یک آمین، فسفیت و یک ترکیب آلی کربونیل‌دار متراکم می‌شوند؛ این واکنش به‌طور مستقل توسط مارتین کاباچنیک و الیس فیلدز در سال ۱۹۵۲ گزارش شد. در واکنش پودویک، یک ایمین عمومی، RCH=NR'، با یک واکنشگر فسفر مانند دی‌اتیل‌فسفیت به صورت زیر واکنش می‌دهند:
RCH=NR' + (EtO)2P(O)H → (EtO)2P(O)CHR-NHR'
علاوه بر واکنش پودویک کاتالیز شده با اسید لوئیس، واکنش ممکن است در حضور بازهای آمینی کایرال انجام شود. به عنوان مثال، مقادیر کاتالیزوری کینین، واکنش انانتیوگزین پودویک آریل آلدهیدها را تقویت می‌کند. انواع کاتالیزوری و انانتیوگزین واکنش پودویک نیز توسعه داده شده‌است.